# Fujairah (stad)
Fujairah (Arabisch: الفجيرة, al-Fuǧaira) de hoofdstad van het emiraat Fujairah, waar zo'n honderdduizend mensen wonen. Het is tevens een belangrijke havenplaats.

## Geschiedenis
In 1976 werd een verbindingsweg aangelegd met de westkust, dit betekende een einde van het isolement. De stad is nadien snel gegroeid.
De bezienswaardigheden zijn het Fujairah museum welke in 1991 werd geopend. Deze toont voornamelijk regionale archeologische vondsten, maar ook wapens, traditionele kledij en werktuigen. Vlakbij ligt ook het fort; het staat op een kleine heuvel en vanuit het fort heeft men een overzicht over de stad. 

## Economie

### Haven van Fujairah
Het is een belangrijke havenstad. Met zijn ligging aan de Golf van Oman is het voor containerschepen zeer aantrekkelijk om hier te lossen. Men hoeft dan niet door de straat van Hormuz de Perzische Golf binnen te varen. Met de bouw werd in 1978 een start gemaakt en in 1983 was de haven volledig in gebruik. Nadien is de haven verder uitgebreid. De haven beschikt over vier belangrijke terminals, namelijk: 
- Een terminal voor droog bulkgoed. De kade heeft een lengte van 1.400 meter en schepen met een maximale diepgang van 15 meter kunnen aanmeren.
- Een kade voor algemeen gebruik en containers; de lengte is 840 meter en de maximale diepgang voor schepen is eveneens 15 meter.
- De eerste olieterminal (OT1) kwam in 2006 gereed. Drie tankers met een maximale omvang van 120.000 DWT kunnen tegelijk gebruikmaken van deze oliehaven. De doorzet van aardolie en olieproducten is maximaal 15 miljoen ton op jaarbasis.
- Medio 2010 kwam een tweede en grotere olieterminal (OT2) gereed. Hier kunnen tankers van maximaal 180.000 DWT en met een diepgang van 18 meter gebruik van maken. De doorzet van deze terminal is 25 miljoen ton per jaar.

In de haven stopt ook de Habshan-Fujairahpijpleiding. Via deze pijpleiding wordt ruwe olie vanuit Abu Dhabi aangevoerd. De olie wordt in tankers geladen die in de Golf van Oman liggen; een doorvaart door de nauwe Straat van Hormuz is dan niet nodig.
In de haven heeft Vopak ook een minderheidsbelang in een grote olieterminal. De Vopak Horizon Fujairah terminal is een joint venture met Horizon Terminals, de overheid van Fujairah en de Onafhankelijke Petroleum Groep van Koeweit. Het eerste schip meerde op 7 december 1998 aan om benzine te lossen en is de eerste onafhankelijke olieterminal buiten de Perzische Golf. De terminal is geschikt voor de opslag van nafta, diesel, stookolie, kerosine, benzine en benzinecomponenten. De terminal kan tankers tot 175.000 DWT en met een maximale diepgang van 18 meter ontvangen. In 2010 werd begonnen met een uitbreiding van 606.000 m3 waarmee de totale opslagcapaciteit op 2,1 miljoen m3 is gekomen. Er staan 66 opslagtanks met een capaciteit van 6.000 tot 60.000 m3. Eind 2013 werd de 7e uitbreiding aangekondigd. Er komt 478.000 m3 aan opslagcapaciteit bij voor ruwe olie waarmee het totaal uitkomt op 2,6 miljoen m3.
De haven wordt ook door veel schepen gebruikt om brandstof aan boord te nemen. In 1981 werd bij de haven een Speciale Economische Zone opgericht waardoor de bedrijvigheid in de omgeving is toegenomen.

### Fujairah International Airport
Op ongeveer 1 kilometer buiten de stad ligt Fujairah International Airport (مطار الفجيرة الدولي). De luchthaven (IATA: FJR) werd in oktober 1987 geopend. Het was de vijfde luchthaven in de Verenigde Arabische Emiraten en het eerste vliegveld aan de oostkust van het land. Er is één geasfalteerde start- en landingsbaan van 3.750 meter lang en 45 meter breed. De luchthaven biedt staanplaatsen voor 15 vliegtuigen.

## Belangrijke gebouwen
De Sheikh Zayed-moskee in de stad is de tweede grootste moskee in de Verenigde Arabische Emiraten.